# Covington (Georgia)
Covington ist eine City und zudem der County Seat des Newton County im US-Bundesstaat Georgia mit 13.118 Einwohnern (Stand: 2010).

## Geographie
Covington grenzt im Nordwesten direkt an Oxford und liegt etwa 40 km östlich von Atlanta.

## Geschichte
Covington ist seit 1822 der Verwaltungssitz des Newton County und wurde nach dem Politiker Leonard Covington benannt. Der Ort erhielt 1854 das Stadtrecht. 1864 wurden während William T. Shermans Marsch zum Meer während des Amerikanischen Bürgerkrieges zahlreiche Gebäude zerstört.

## Demographische Daten
Laut der Volkszählung von 2010 verteilten sich die damaligen 13.118 Einwohner auf 4.767 bewohnte Haushalte, was einen Schnitt von 2,56 Personen pro Haushalt ergibt. Insgesamt bestehen 5.526 Haushalte. 
64,2 % der Haushalte waren Familienhaushalte (bestehend aus verheirateten Paaren mit oder ohne Nachkommen bzw. einem Elternteil mit Nachkomme) mit einer durchschnittlichen Größe von 3,20 Personen. In 37,2 % aller Haushalte lebten Kinder unter 18 Jahren sowie in 26,5 % aller Haushalte Personen mit mindestens 65 Jahren.
29,5 % der Bevölkerung waren jünger als 20 Jahre, 27,1 % waren 20 bis 39 Jahre alt, 24,7 % waren 40 bis 59 Jahre alt und 18,6 % waren mindestens 60 Jahre alt. Das mittlere Alter betrug 35 Jahre. 47,3 % der Bevölkerung waren männlich und 52,7 % weiblich.
46,8 % der Bevölkerung bezeichneten sich als Weiße, 47,4 % als Afroamerikaner, 0,2 % als Indianer und 0,7 % als Asian Americans. 3,1 % gaben die Angehörigkeit zu einer anderen Ethnie und 1,8 % zu mehreren Ethnien an. 5,5 % der Bevölkerung bestand aus Hispanics oder Latinos.
Das durchschnittliche Jahreseinkommen pro Haushalt lag bei 39.959 USD, dabei lebten 29,9 % der Bevölkerung unter der Armutsgrenze.

## Sehenswürdigkeiten

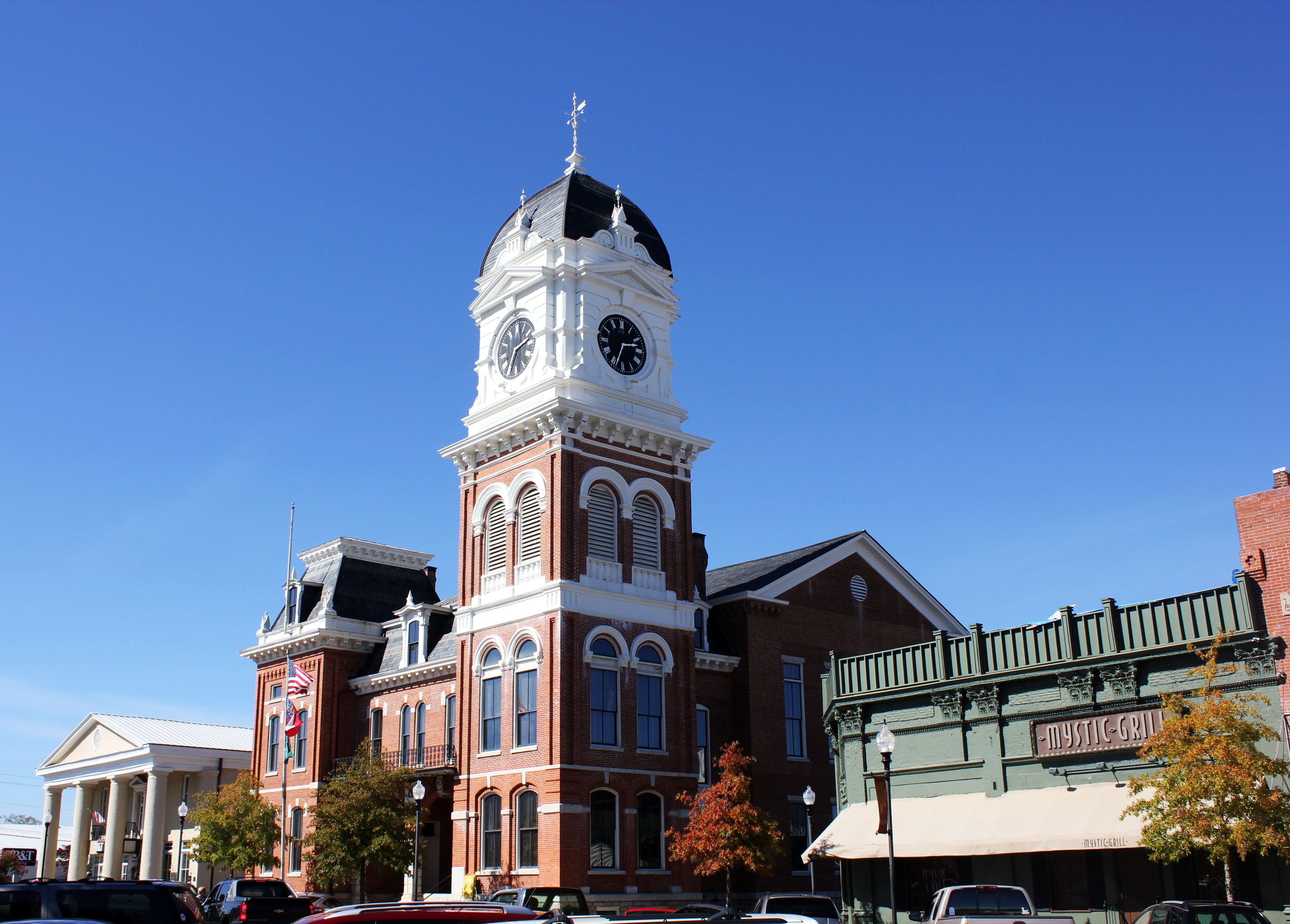
Gerichtsgebäude (2012)

Folgende Objekte wurden in das National Register of Historic Places eingetragen.
- Brick Store
- Covington Historic District
- Covington Mills and Mill Village Historic District
- Floyd Street Historic District
- Newton County Courthouse
- North Covington Historic District
- Salem Camp Ground

## Verkehr
Covington wird von der Interstate 20, vom U.S. Highway 278 sowie von den Georgia State Routes 36, 81 und 142 durchquert. Der nächste Flughafen ist der Flughafen Atlanta (rund 60 km westlich).

## Söhne und Töchter der Stadt
- George Thomas Anderson (1824–1901), Brigadegeneral des Konföderierten Heeres im Amerikanischen Bürgerkrieg
- Leonidas F. Livingston (1832–1912), Politiker
- Augustus Herring (1867–1926), Flugpionier
- Ruby Hightower (1880–1959), Mathematikerin und Hochschullehrerin
- Harry Pace (1884–1943), Aktivist, Musikverleger, Versicherungsmanager und Anwalt
- Curley Weaver (1906–1962), Blues-Gitarrist und Sänger
- Charles W. Dyke (* 1935), Generalleutnant der United States Army
- George Adams (1940–1992), Jazzmusiker
- Everett H. Pratt (1943–2017), Generalleutnant der United States Air Force
- Mike Benton (* 1980), Basketballspieler
- Sheldon Rankins (* 1994), American-Football-Spieler
- Elija Godwin (* 1999), Sprinter
- Stephon Castle (* 2004), Basketballspieler